# Laura Mulvey
Laura Mulvey (Londra, 15 agosto 1941) è una critica cinematografica e regista britannica, tra le maggiori esponenti della critica cinematografica femminista.

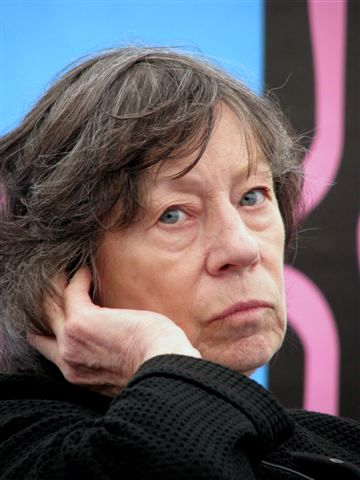
Laura Mulvey, 2017

I suoi scritti e soprattutto il saggio Visual Pleasure and Narrative Cinema pubblicato nel 1975 e ritenuto un testo fondativo della teoria femminista del cinema, hanno avuto un notevole impatto negli studi culturali e nelle pratiche cinematografiche, orientando gli studi verso la psicoanalisi e favorendo la comprensione di come il cinema possa riflettere e perpetuare le dinamiche di potere di genere.

## Biografia
Laura Mulvey nasce ad Oxford il 15 agosto 1941. La madre è un'intellettuale socialista, una delle fondatrici della Campagna per il Disarmo Nucleare; la bisnonna, Alice Meynell, fu una poetessa e saggista di grande rilievo tra la fine del XIX secolo  e i primi anni del XX.
Si laurea in storia al St Hilda's College di Oxford e negli anni sessanta coltiva la sua passione per il cinema (Jean-Luc Godard, i film della Nouvelle Vague) unendola, fin dai primi anni settanta, alla sua militanza nel movimento femminista londinese.
Nel novembre del 1970 prende parte alla manifestazione di protesta organizzata dal Women's Liberation Movement (WLM) contro il concorso di Miss Mondo alla Royal Albert Hall e precisa i contenuti della contestazione, incentrati sulla denuncia di uno spettacolo preparato solo per "spettatori passivi" e fondato sul "destino limitato" riservato alle donne, in un articolo scritto in collaborazione con Margarita Jimenez e pubblicato su Shrew, la rivista del movimento.
Negli anni successivi scrive su periodici come Spare Rib e Seven Days, occupandosi di arte, estetica e critica cinematografica. Un articolo pubblicato su Spare Rib nel 1973 e dedicato al linguaggio visivo nelle opere dello scultore e artista pop britannico Allen Jones, anticipa l'approccio psicanalitico che sarà alla base della teoria del cinema femminista di cui sarà riconosciuta come una delle principali esponenti.  

Intitolato Fears, Fantasies and the Male Unconscious (1973), descrive e commenta la serie di sculture Women as Furniture (Donne come mobili), allora oggetto di critiche e proteste da parte delle femministe, nelle quali le donne, a grandezza naturale e con abiti fetish, "simili a schiave e sessualmente provocanti", fungono da attaccapanni, tavoli e sedie.

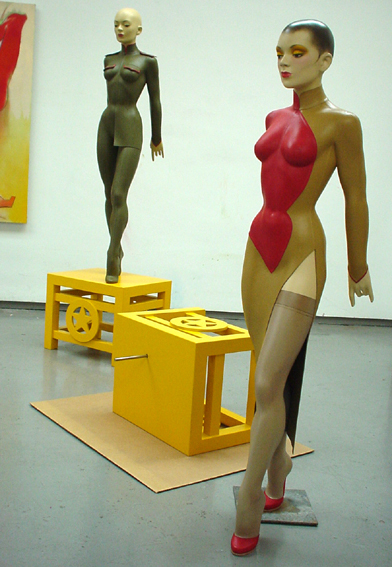
Sculture di Allen Jones

Per Mulvey quelle immagini femminili, appartenenti ad un immaginario feticista, sono espressione, in termini freudiani, dello shock provocato nel soggetto maschile alla vista dei genitali femminili, della necessità di mascherare o distogliere l'attenzione da essi, per paura di perdere il bene più prezioso, il proprio fallo. Le donne sono solo marionette che, prive di un pene, hanno il ruolo di simboleggiare la castrazione che gli uomini temono. Secondo l'autrice, esse rivelano "la contraddizione tra la presenza immaginaria della donna e la sua reale assenza dal mondo inconscio maschile": la maggior parte delle fantasie erotiche maschili sono un dialogo a circuito chiuso con il proprio sé.
L'articolo si conclude con una denuncia del feticismo maschile e una sorta di impegno programmatico: "La mostra non ha nulla a che fare con la donna, tutto a che fare con l'uomo. La vera esibizione è sempre il fallo. Le donne sono semplicemente lo scenario su cui gli uomini proiettano le loro fantasie narcisistiche. È giunto il momento per noi di prendere in mano la situazione e mettere in mostra le nostre paure e i nostri desideri."
Attraverso un gruppo di lettura del Women's Liberation Movement, Mulvey scopre la teoria psicoanalitica, subito avvertita come un potenziale strumento per favorire la riflessione sull'oppressione femminile. Nel 1973, negli appunti preparati per la rivista Spare Rib sul film Daddy (1973) di Peter Whitehead, riflette sul masochismo come espediente narrativo e mezzo attraverso cui commentare le politiche di genere, esplorandone il significato dal punto di vista della psicoanalisi.
Nel 1973 con Claire Johnston, autrice di un importante scritto teorico, Notes on Women's Cinema (1973), si unisce al London Women's Film Group, un collettivo femminista fondato nel 1972 da artiste di varia provenienza e orientato alla produzione di film diretti da donne. Insieme organizzano in occasione dell'Edinburgh International Film Festival nell'agosto del 1972, The Women's Event promovendo, per la prima volta in Europa, la proiezione di film di registe incentrati sulla vita, la storia e il lavoro femminile.
Due mesi prima si era svolto a New York il primo International Festival of Women's Films ed era stata pubblicata la prima rivista cinematografica femminista, Women & Film, fondata da un collettivo californiano.

## Attività di critica cinematografica
Nel 1973 viene pubblicato il saggio di Claire Johnston Women's Cinema e nello stesso anno Mulvey scrive il lavoro che la renderà famosa, Visual Pleasure and Narrative Cinema (Piacere visivo e cinema narrativo), in uscita due anni dopo sulla rivista britannica di teoria cinematografica Screen.
Nel 1974 viene fondato l'Independent Film-Makers' Association (IFA), che intende promuovere l'attività di una coalizione eterogenea di registi "indipendenti" che operano in Gran Bretagna; del nucleo organizzativo originario fanno parte Laura Mulvey e il marito Peter Wollen, che in quello stesso anno producono il loro primo film d'avanguardia, Penthesilea: Queen of the Amazons.
Diversamente dall'approccio sociologico che caratterizzava la critica cinematografica statunitense (personaggi e stereotipi femminili posti in relazione al loro contesto storico), Laura Mulvey e le altre teoriche femministe britanniche come Claire Johnston, Annette Kuhn, Pam Cook negli anni settanta si servono delle teorie provenienti dalla psicoanalisi (Freud, Lacan, la riconsiderazione dei concetti di identificazione, voyeurismo, feticismo, relazioni oggettuali), dall'analisi testuale, dalla semiologia (Julia Kristeva e Roland Barthes) e dalle teorie dell'ideologia (Louis Althusser) e del cinema (Christian Metz) per indagare la specificità del mezzo cinematografico, l'apparato filmico, il punto di vista, la forma narrativa, le strategie di produzione di significato e le modalità di coinvolgimento degli spettatori.
Nel 1979 inizia la carriera accademica al Bulmershe College di Reading, proseguita poi, come docente di Film and media studies al Birkbeck College dell'Università di Londra.

### Piacere visivo e cinema narrativo(1973)
(Laura Mulvey,  Visual Pleasure and Narrative Cinema, in Screen, n. 16, 1975, pp. 11-12)

#### Centralità della psicanalisi
Pubblicato nel 1973 su Screen, il saggio, attraverso un approccio psicanalitico, si propone di evidenziare come il cinema hollywoodiano classico esprima un linguaggio patriarcale, rappresentando la donna come un oggetto, materializzazione dell'inconscio maschile.

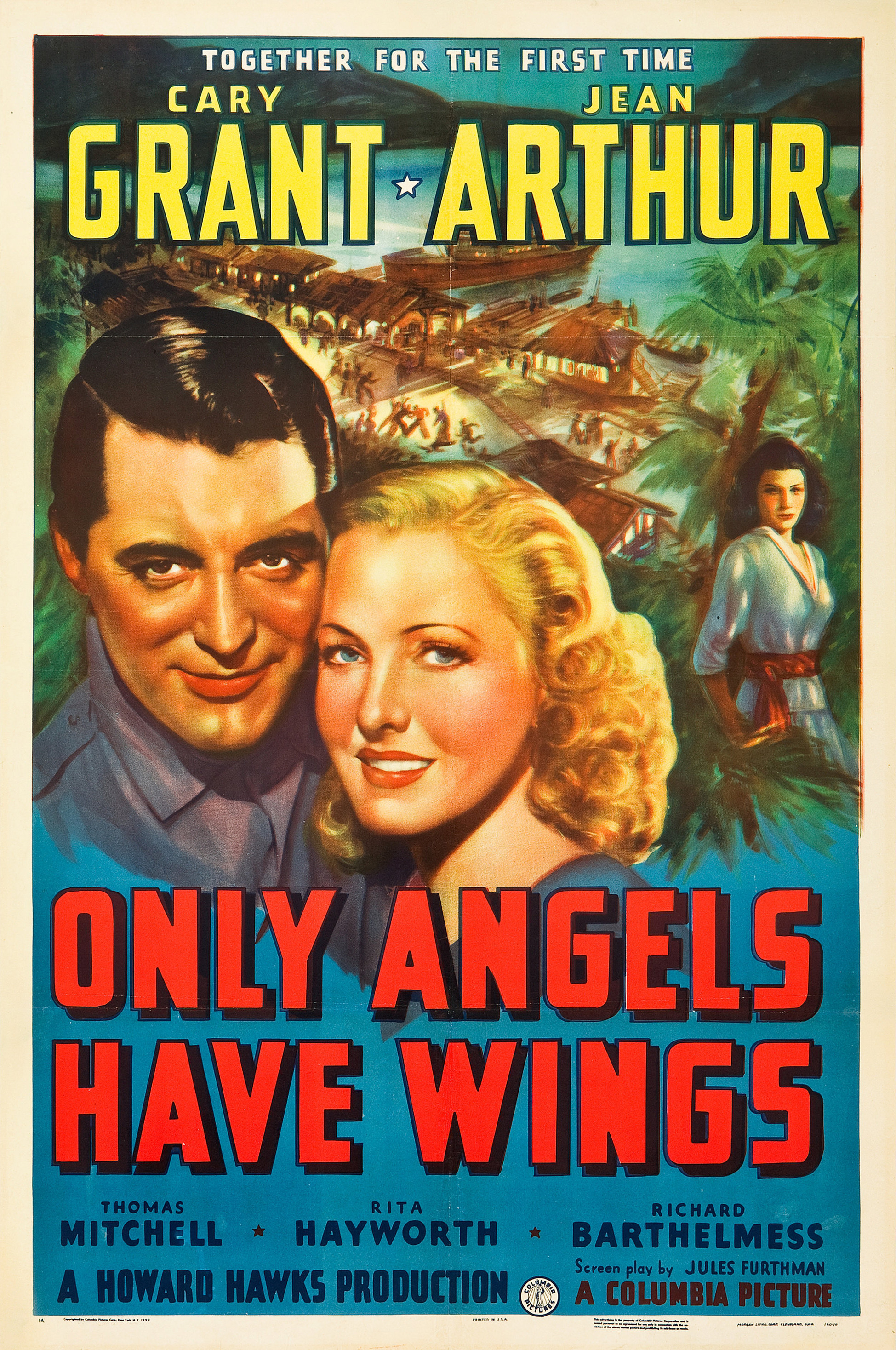
Avventurieri dell'aria (Only Angels Have Wings, 1939) di Howard Hawk è uno dei film citati da Mulvey per esemplificare il concetto di sguardo maschile

Indaga come la "magia" del cinema sia in grado di riflettere, rilevare o persino giocare "sull'interpretazione diretta e socialmente stabilita della differenza sessuale che controlla le immagini, i modi di guardare erotici e lo spettacolo".
Prima di Mulvey, teorici del cinema come Jean-Louis Baudry e Christian Metz avevano utilizzato teorie psicoanalitiche nelle loro analisi del cinema. Mulvey va oltre, utilizzando la psicoanalisi, in particolare le teorie di Freud e Lacan, come "arma politica" per evidenziare i modi in cui "l'inconscio della società patriarcale ha strutturato la forma cinematografica" e analizzarne le implicazioni nella rappresentazione della differenza sessuale, favorendo la comprensione dell' "ordine patriarcale in cui siamo imprigionate". In questo modo inaugura l'intersezione tra teoria del cinema, psicoanalisi e femminismo.
Scrive l'autrice: "La teoria psicoanalitica ha fornito [...] la capacità di vedere attraverso la superficie dei fenomeni culturali come se si avesse una visione a raggi X intellettuale. Le immagini e le idee ricevute di sessismo di routine sono state trasformate in una serie di indizi per decifrare un mondo inferiore, ribollente di pulsioni dislocate e desideri misconosciuti".

#### Voyerismo e feticismo
La "magia" di Hollywood, sostiene Mulvey, risiede nella "manipolazione abile e soddisfacente del piacere visivo". Tra i piaceri offerti dal cinema vi è quello di guardare ed essere guardati. Utilizzando il termine "scopofilia" o "piacere di guardare" con il quale Freud indicava l'uso delle persone come oggetti "sottoponendole a un controllo e a uno sguardo curioso", Mulvey definisce gli spettatori dei voyeurs che nell'oscurità della sala, attraverso la vista, usano un'altra persona come oggetto di stimolazione sessuale. 
Un secondo tipo di sguardo è quello che l'autrice chiama "scopofilia nel suo aspetto narcisistico", e consiste nell'identificazione dello spettatore con un volto o una forma simile alla propria (lo stadio dello specchio di Lacan).

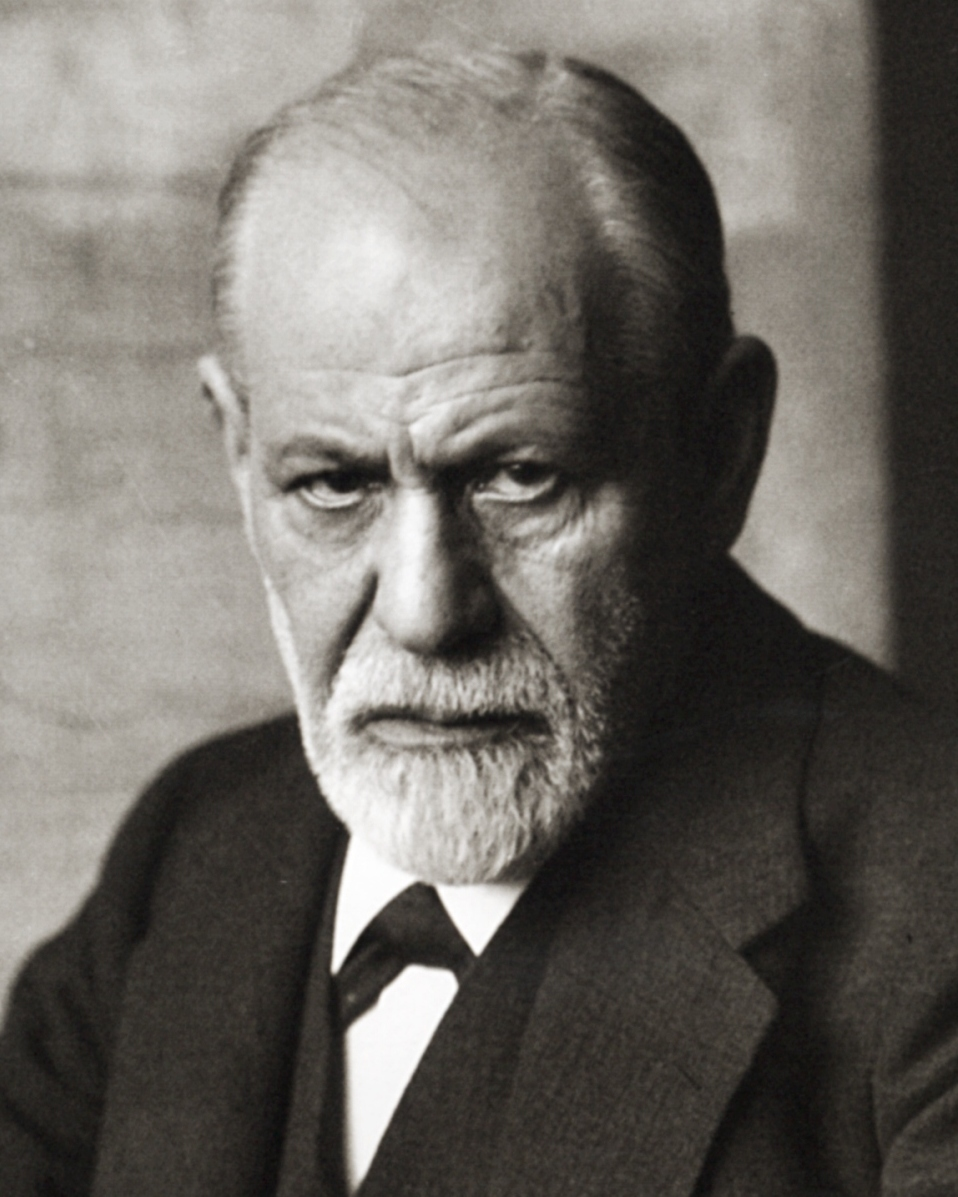
Sigmund Freud, 1932

Mulvey sostiene che "in un mondo ordinato dallo squilibrio sessuale", il piacere di guardare è generalmente considerato un ruolo maschile attivo, l'essere osservati un ruolo femminile passivo. Secondo questa costruzione patriarcale, nel cinema narrativo le donne rappresentano un oggetto erotico passivo su cui gli spettatori proiettano le proprie fantasie.    
Al contrario, gli uomini sullo schermo sono agenti dello sguardo, e gli spettatori si identificano con loro per godere di un controllo indiretto e rendere l'eroina un oggetto passivo di spettacolo erotico.
Se nel cinema, oltre allo sguardo dei personaggi e dello spettatore esiste anche quello della macchina da presa, secondo Mulvey quest'ultimo viene dimenticato dal pubblico grazie alle convenzioni del cinema narrativo, improntate alla creazione di un' "illusione convincente" che fa credere allo spettatore, identificatosi con lo sguardo dell'uomo che guida la storia, di detenere egli stesso un controllo sulla narrazione.
Piacere visivo e cinema narrativo ha contribuito a introdurre il termine "sguardo maschile" ("male gaze") nel lessico critico. La struttura dello sguardo nel cinema è la struttura del personaggio maschile e dello spettatore che fissa il personaggio femminile integrato nella narrazione come oggetto del desiderio e portatore della qualità di "essere guardato.  Lo sguardo maschile che il cinema incorpora diventa il modo predeterminato in cui le donne vengono guardate, ponendo gli spettatori in una posizione "mascolinizzata".
Alla base della cultura patriarcale Mulvey indica l'immagine della "donna castrata" che funge da significante per "l'altro maschile": priva di pene, simbolizza la minaccia di castrazione, ed esiste solo per personificare la paura maschile.    
I film esemplificherebbero in due modi l'ansia di castrazione: attraverso il voyerismo del corpo femminile che rievoca il trauma e che per questo viene punito o salvato; negando la castrazione attraverso il feticismo, cioè "dotando il corpo della donna di un'estrema perfezione estetica, che distoglie l'attenzione dal suo pene mancante e la rende rassicurante piuttosto che pericolosa".

### Death 24x a Second: Stillness and the Moving Image(2005)
Nel 2005 pubblica una raccolta di saggi, Death 24x a Second: Stillness and the Moving Image, evidenziando un cambiamento di prospettiva: dal genere alla tecnologia. Mulvey esamina l’impatto delle nuove tecnologie sullo spettatore, il rapporto del cinema con il tempo, il movimento, il perturbante e la pulsione di morte. Nel libro sono presenti letture di film come Psycho (1960) di Hitchcock, interpretato nella dialettica tra Eros e Thanatos, il Viaggio in Italia di Rossellini (1954) e l'opera di Abbas Kiarostami.

## Attività come regista

### 1974-1982
Tra il 1974 e il 1982 realizza insieme al marito Peter Wollen sei film sperimentali, d'avanguardia femminista, che rispondono e ampliano le riflessioni raccolte nei suoi scritti, attingendo alla teoria femminista, alla semiotica e alla psicanalisi. Essi rappresentano  dei documenti della fase più sperimentale del movimento cinematografico indipendente britannico.
Una delle caratteristiche di quello che la coppia di registi definisce "contro-cinema", fondato su "un'estetica negativa" che intende azzerare la tradizione filmica, è quella di mettere in discussione la trasparenza e il flusso lineare sia della narrazione che della struttura cinematografica. All'interno della narrazione vengono inseriti elementi, come l'integrazione o la stratificazione di più storie, miti o di aneddoti, tipi diversi di performance e voci fuori campo, spazi astratti e luoghi reali, atti a romperne lo svolgimento classico.

#### Penthesilea: Queen of the Amazons(1974)

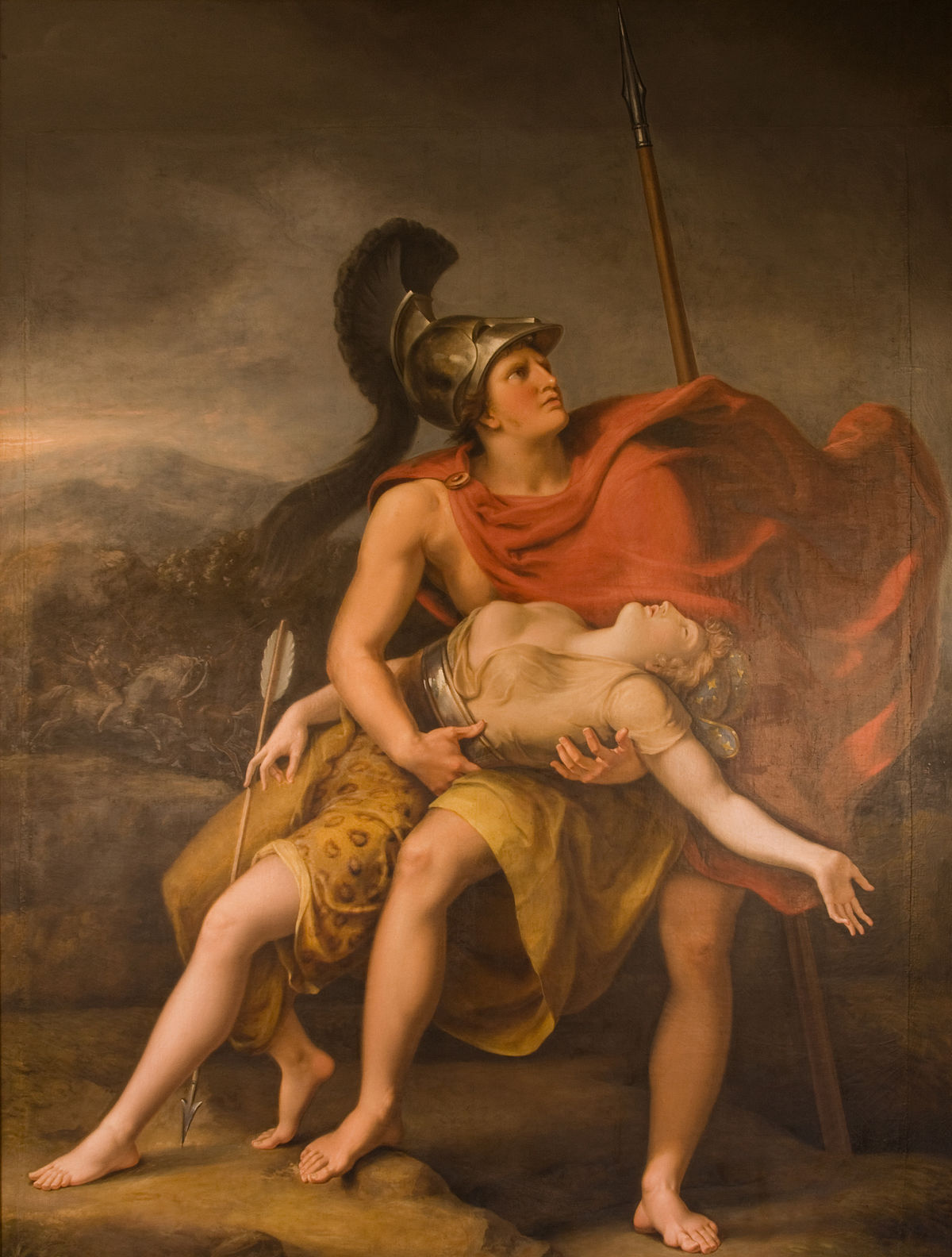
Achille e Pentesilea di Johann Heinrich Wilhelm Tischbein

Il film si basa sull'opera teatrale Pentesilea di Heinrich von Kleist del 1808, che racconta, sullo sfondo della guerra tra Greci e Amazzoni alle porte di Troia, l'amore di Pentesilea per Achille, e il successivo omicidio di questi da parte della regina delle Amazzoni che poi si suicida.
L'apertura del film presenta una registrazione mimica della versione del dramma di Kleist, seguita da un commento di Peter Wollen su Kleist e la leggenda delle Amazzoni. Nella sequenza successiva, le immagini delle Amazzoni e del loro mito nella storia si sovrappongono con quelle tratte dal film americano sulle suffragette, What 80 Million Women Want (1913), e dalla lettura da parte di un'attrice di alcune citazioni della femminista socialista Jessie Ashley (1861–1919). Nella parte finale, le quattro sequenze precedenti vengono riprodotte su monitor sovrapposti, ingigantite e sostituite da un nuovo finale.
Mulvey ha ricordato in un'intervista il legame di questo film con l'articolo scritto nel 1973 sulle opere dello scultore britannico Allen Jones: il mito dell'Amazzone e la collezione di pin-up di Allen Jones "raccontano una storia di ansia da castrazione maschile, di come questa possa essere proiettata sull'immagine femminile e di come generi un fascino per la femminilità fallica." 

#### Riddles of the Sphinx(1977)
Finanziato dal British Film Institute e definito da Mulvey "un film teorico all'interno di un cinema povero", utilizzando l'iconografia della Sfinge esplora temi femministi attraverso una struttura narrativa non convenzionale. In particolare, la parte centrale del film, Louise's Story, tratta varie questioni psicoanalitiche e politiche sul tema della maternità.
Il film rappresenta, a detta della regista, un momento di "ottimismo utopico", il "tentativo di compiere un primo passo verso un cinema positivo, di andare oltre l'estetica negativa del contro-cinema per trovare nuove immagini e nuovi mezzi formali di rappresentazione dei sentimenti e delle esperienze femminili." 

#### Amy!(1980)

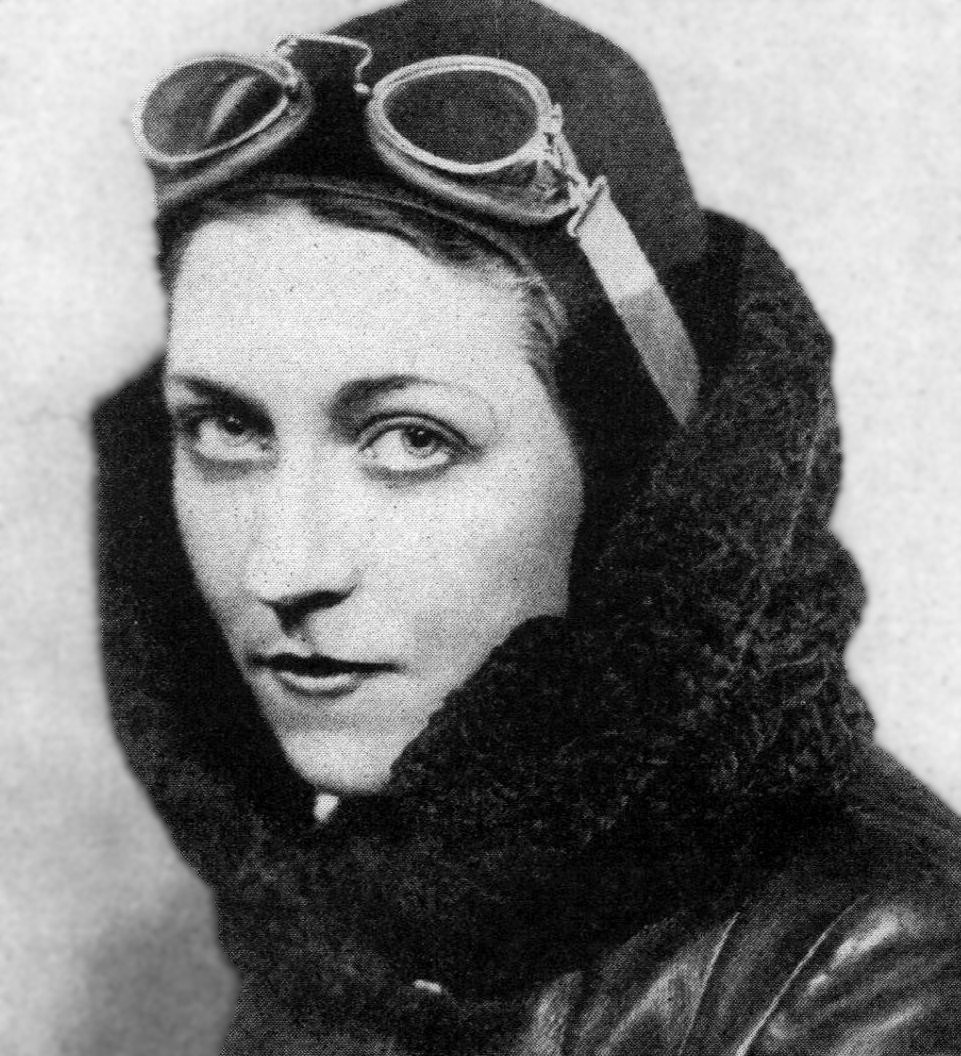
Amy Johnson, 1838

Mulney e Wollen conobbero per la prima volta la storia dell'aviatrice britannica Amy Johnson nel 1980, in occasione delle celebrazioni del cinquantesimo anniversario del suo volo in Australia nel 1930. La sua storia sollevò la questione di come una donna potesse affrontare un ruolo maschile e il concetto associato di "eroina".

#### Crystal Gazing(1981)
Realizzato nel 1981 in reazione all'avvento del thatcherismo, il film trae ispirazione dal romanzo Fabian di Erich Kästner ambientato nella Berlino del 1930, nel periodo di dissoluzione della Repubblica di Weimar. Il protagonista è, come nel libro, un sognatore che, in apertura della storia, vaga senza meta, dopo essere stato licenziato dal suo lavoro. Il film ruota intorno alle idee di futuro e introduce i temi della tecnologia informatica e della speculazione di mercato, sullo sfondo di una comunità utopica.

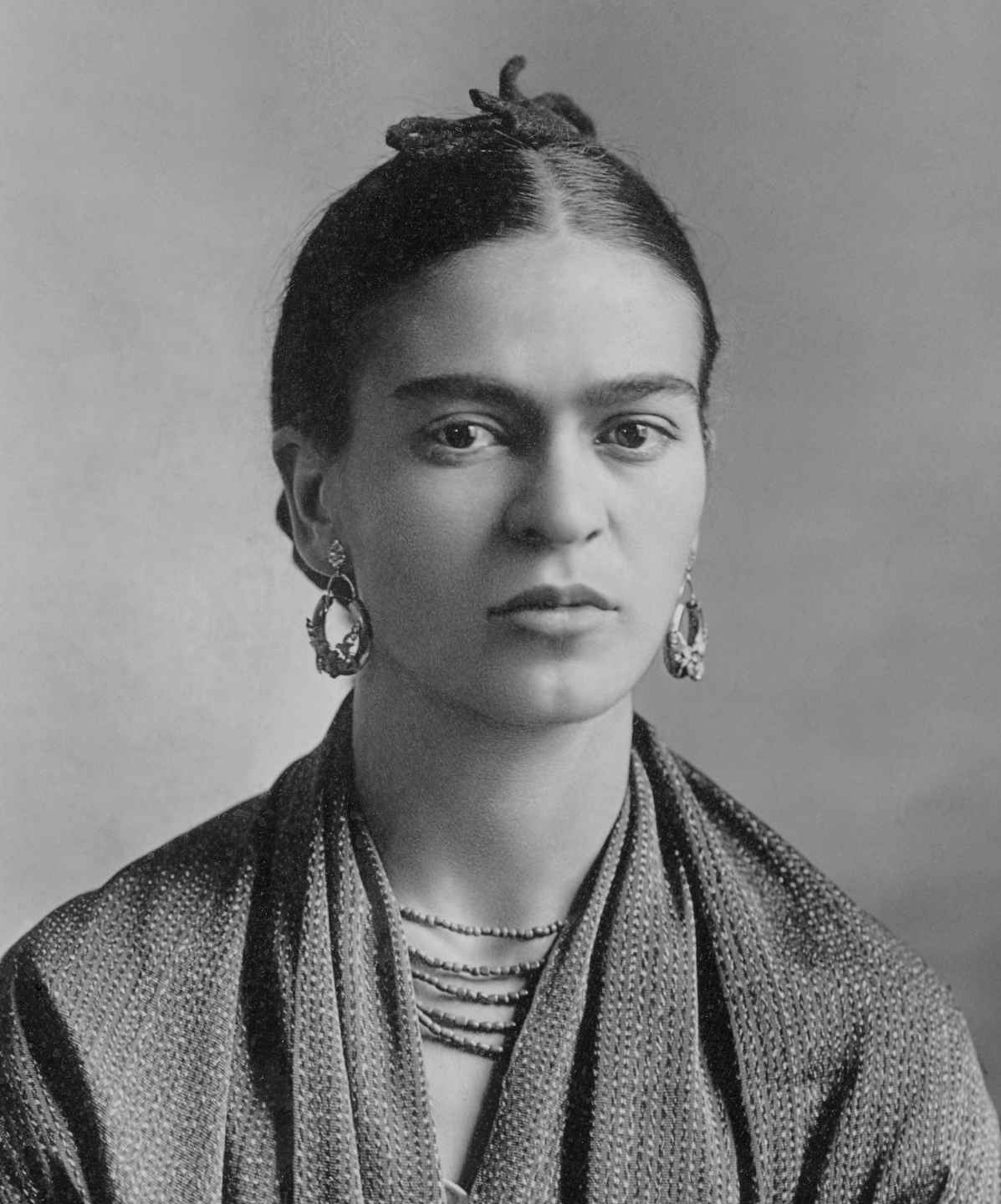
Frida Kahlo

#### Frida Kahlo & Tina Modotti(1983)
Frida Kahlo & Tina Modotti si basa sulla biografia delle due artiste e nasce come registrazione filmica della mostra di dipinti e fotografie che Mulvey e Peter Wollen curarono nel 1982 alla Whitechapel Gallery, commentata dal saggio del catalogo che la accompagnava. 
Per Mulvey rappresenta l'occasione per interrogarsi sulla creatività, l'arte e l'estetica femminile e riflette il suo interesse per la vita di queste due artiste, per le loro posizioni politiche e i loro atteggiamenti nei confronti dell'arte e del corpo femminile.

#### The Bad Sister(1983)
Il film, basato sull'omonimo thriller fantasy della scrittrice britannica Emma Tennant, a sua volta adattamento di un romanzo gotico, si apre con la storia di un produttore televisivo che indaga su due omicidi. Ha come protagonista Jane, la figlia illegittima di un proprietario terriero che ossessionata dai ricordi d'infanzia e dalla misteriosa morte della madre, attraversa stati diversi di coscienza, divisa tra sogno e veglia, realtà e fantasia.
Trasmesso nel 1983 nella serie Film on 4 di Channel 4, The Bad Sister riprende alcuni temi, in particolare quello del rapporto tra madre e figlia e il complesso di Edipo, esplorati nei precedenti film, in particolare Riddles of the Sphin e Amy!

### 1994-2013
Conclusa la collaborazione con Peter Wollen, regista nel successivo decennio di un lungometraggio e di alcuni documentari girati autonomamente, Laura Mulvey nel 1994 codirige con Mark Lewis Disgraced Monuments. Girato a girato a Mosca e San Pietroburgo nel 1991 e nel 1992, il film esplora, attraverso materiali d'archivio e interviste, lo smantellamento dei monumenti dell'era sovietica dopo il crollo del comunismo.
Nel 2006 collabora con Em Hedditch ad un'opera video, Visual Pleasure and Narrative Cinema e nel 2013 codirige con Lewis e Faysal Abdullah 23rd August 2008. Nel film, Faysal Abudullah in un monologo di diciotto minuti parla del fratello minore Kamel, assassinato nel 2008, e delle vite degli intellettuali iracheni di sinistra costretti all'esilio nei primi anni '80 dal regime di Saddam Hussein.

## Filmografia
- Penthesilea: Queen of the Amazons (co-dir. Peter Wollen, 1974)
- Riddles of the Sphinx (co-dir. Peter Wollen, 1977)

- Amy! (co-dir. Peter Wollen, 1980)
- Crystal Gazing (co-dir. Peter Wollen, 1981)
- Frida Kahlo & Tina Modotti (co-dir. Peter Wollen, 1983)
- The Bad Sister (co-dir. Peter Wollen, 1983)
- Disgraced Monuments (co-dir. Mark Lewis, 1994)
- 23rd August 2008 (co-dir. Mark Lewis, Faysal Abdullah, 2013)

## Opere
- (EN) Laura Mulvey, Visual Pleasure and Narrative Cinema, in Screen, vol. 16, n. 3, 1975.
  -  Laura Mulvey, Cinema e piacere visivo, a cura di Veronica Pravadelli, Roma, Bulzoni, 2013, ISBN 978-88-7870-841-9.
- (EN) Laura Mulvey, P. Wollen, Written Discussion, in Afterimage, 1976,  pp. 31-39.
- (EN) Laura Mulvey, Visual and Other Pleasures: Collected Writings, Basingstoke, Palgrave Macmillan, 1989, OCLC 1045029203.
- (EN) Laura Mulvey, Citizen Kane, London, British Film Institute, 1992, OCLC 1021196776.
- (EN) Laura Mulvey, Fetishism and Curiosity, London, British Film Institute, 1996, OCLC 1089814491.
- (EN) Laura Mulvey, Death 24 x a Second: Stillness and the Moving Image, London, Reaktion Books, 2005, OCLC 643402376.
- (EN) Laura Mulvey, Afterimages : on cinema, women and changing times, London, Reaktion Book, 2019, OCLC 1085221493.